# Hon'ne e tatemae
Hon'ne e tatemae sono parole giapponesi che descrivono fenomeni sociali riconosciuti.
Hon'ne (本音) si riferisce ai sentimenti veritieri e ai desideri profondi di una persona. Questi possono essere contrari al ruolo sociale o alle aspettative della società o della famiglia in base alla propria posizione e alle circostanze, e spesso sono tenuti nascosti a tutti, tranne ai propri amici più intimi. Tatemae (建前), letteralmente "facciata", indica il comportamento e le opinioni che una persona mostra in pubblico. Tatemae è quello che la società si aspetta, ciò che è richiesto in base alla propria posizione e alle circostanze, e queste possono o no corrispondere al proprio hon'ne.

## Impatto culturale
La contrapposizione hon'ne/tatemae è da considerare di importanza capitale nella cultura giapponese Il fatto stesso che la lingua giapponese abbia parole per definire questi concetti porta alcuni specialisti di Nihonjinron a considerare tale concettualizzazione come prova della grande complessità e rigidità giapponese nell'etichetta e nella cultura.
Si può sostenere che hon'ne e tatemae siano una necessità culturale derivante dal fatto che un gran numero di persone vivono in una nazione-isola relativamente piccola. Anche con le moderne tecniche agricole, oggi la produzione nazionale del Giappone soddisfa solo il 39% del fabbisogno alimentare della popolazione, pertanto, prima dell'era moderna, cooperare strettamente ed evitare il conflitto era di vitale importanza nella vita quotidiana. Per questa ragione i Giapponesi tendono ad evitare il conflitto in ogni modo, specialmente nel contesto sociale.
Il conflitto tra hon'ne e giri (doveri sociali) è uno degli aspetti del dramma teatrale giapponese in ogni epoca. Una trama tipica vede il protagonista che deve scegliere tra rispettare i suoi doveri nei confronti della famiglia o del signore feudale, o inseguire un amore segreto. Alla fine, la morte rappresenta l'unico modo per risolvere il dilemma.
Fenomeni come gli hikikomori e i single parassiti sono considerati esempi di un problema crescente della cultura giapponese contemporanea: quello di una nuova generazione che cresce nell'incapacità di affrontare la dualità dell'honne/tatemae in una società moderna sempre più complessa. La mancanza di riti di iniziazione - come esistevano un tempo - e la forte pressione che in Giappone si esercita sui giovani adulti, rendono difficile per molti giovani affrontare gli aspetti paradossali dell'età adulta e dell'economia capitalista.
Il dibattito se tatemae e hon'ne siano un fenomeno unicamente giapponese è ancora aperto in Occidente, specialmente tra gli studiosi in campo antropologico e artistico.

## Pericolo del culturalismo
I concetti di hon'ne e tatemae appena descritti andrebbero comunque analizzati con molta cautela, al fine di non cadere nella trappola di una visione culturalista del Giappone e del popolo giapponese, non fedele alla realtà. In effetti i concetti di tatemae (建前) e hon'ne (本音) possono essere legati molto facilmente al Nihonjinron, un punto di vista che considera la società giapponese completamente omogenea, presupponendo che i Giapponesi differiscano radicalmente da tutti gli altri popoli conosciuti, il che è, ad esempio, l'opinione della studiosa Chie Nakane. D'altro canto, molti ricercatori giapponesi, come Yoshihiko Amino o Eiji Oguma per esempio, hanno mostrato come queste visioni nazionaliste fossero solo un'illusione e hanno tentato mediante le loro opere di smontare questo concetto di Nazione omogenea o l'idea che le regole della società giapponese potessero essere comprensibili solo ai giapponesi stessi e non agli stranieri.